# 全国保健師教育機関協議会
全国保健師教育機関協議会（ぜんこくほけんしきょういくきかんきょうぎかい）は、保健師養成所によって結成されている団体。全保教（ぜんほきょう）とも。

## 沿革
- 1980年 - 設立
- 2011年 - 公益法人制度改革に伴い、一般社団法人となる。

## 活動内容
保健師養成所の資質向上と教員の研修などを行っている。

## 加盟校
- 保健師養成所を参照。